# Assar Åkerman

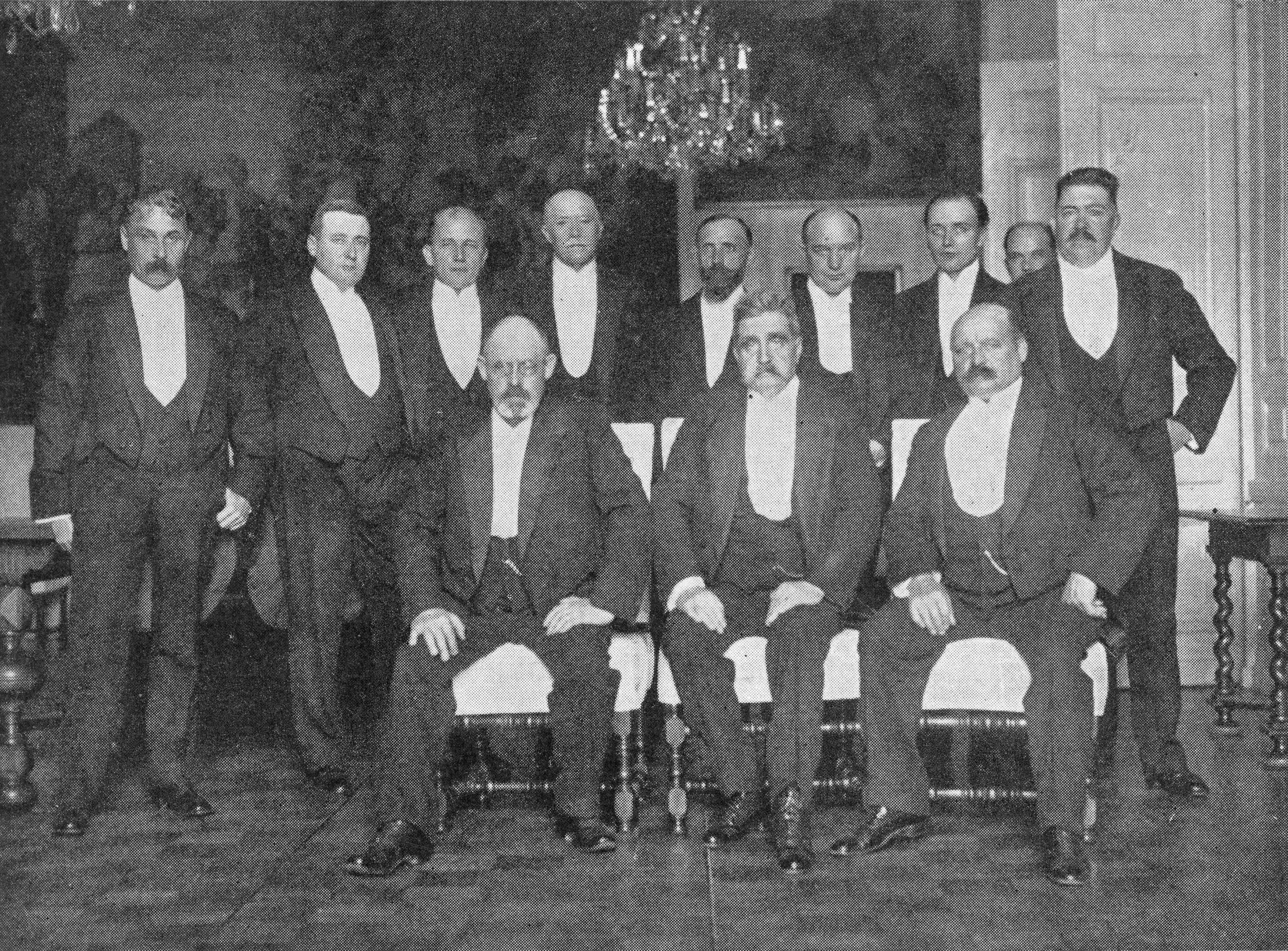
Ministären Branting 1920. Assar Åkerman står som fjärde man från vänster i bakre raden.

Assar Emanuel Åkerman (i riksdagen kallad Åkerman i Strömstad), född den 28 oktober 1860 i Gärdslövs socken, Malmöhus län, död den 7 oktober 1936 i Adolf Fredriks församling i Stockholm, var en svensk jurist och politiker (först partilös liberal, sedan socialdemokrat). Han var svärfar till statsrådet och överståthållaren Torsten Nothin.

## Biografi
Åkerman blev juris kandidat vid Lunds universitet 1884. Han var vice häradshövding 1886, assessor i Svea hovrätt 1892, konstituerad revisionssekreterare 1897 samt var häradshövding i Norrvikens domsaga 1900–1912 samt i Hallands läns södra domsaga 1912–1930.
Åkerman var riksdagsledamot 1909–1914 i andra kammaren (1909–1911 för Strömstads, Lysekils, Marstrands, Kungälvs och Åmåls valkrets och 1912–1914 för Göteborgs och Bohus läns norra valkrets) och betecknade sig då som liberal vilde. Han anslöt sig senare till Socialdemokraterna och återkom som partiets representant i första kammaren 1919–1936 (1919–1921 för Södermanlands läns valkrets och 1922–1936 för Södermanlands och Västmanlands läns valkrets). Han var justitieminister under Hjalmar Branting 1920 samt 1921–1923. Som politiker engagerade han sig bland annat för kollektivavtal, strafflagsreform samt ordensväsendets avskaffande.
Assar Åkerman gifte sig 1898 med Othilda Borg (f. 1877). Han är begravd på Norra kyrkogården i Lund.